# Coleophora asiaeminoris
Coleophora asiaeminoris é uma espécie de mariposa do gênero Coleophora pertencente à família Coleophoridae.